# Abión
Abión es una localidad  y también una entidad local menor españolas de la provincia de Soria, partido judicial de Soria, Comunidad Autónoma de Castilla y León, España. Pueblo de la Comarca del Campo de Gómara que pertenece al municipio de Gómara.
Desde el punto de vista jerárquico de la Iglesia católica forma parte de la diócesis de Osma la cual, a su vez, pertenece a la archidiócesis de Burgos.

## Situación
Situada en terreno llano rodeado de peñas y colinas; confina por el suroeste con Castil de Tierra, por el oeste con Sauquillo, por el norte con Ledesma y por el este con Zárabes.

## Historia
El Censo de Pecheros de 1528, en el que no se contaban eclesiásticos, hidalgos y nobles, registraba la existencia 44 pecheros, es decir unidades familiares que pagaban impuestos.  En el documento original figura como Avión, formando parte del Sexmo de Arciel.
En el censo de 1787, ordenado por el conde de Floridablanca,  figuraba como lugar de la Universidad de la Tierra de Soria en la Intendencia de Soria, con jurisdicción de realengo y bajo la autoridad del alcalde pedáneo en el Sexmo de Arciel.
Sebastián Miñanolo describe a principios del siglo XIX como lugar, conocida entonces como Avión de realengo en el obispado de Osma con alcalde pedáneo, 51 vecinos, 215 habitantes, 1 parroquia, 1 pósito.
A la caída del Antiguo Régimen la localidad se constituye en municipio constitucional en la región de Castilla la Viejaque en el censo de 1842 contaba con 47 hogares y 186 vecinos. 
El 25 de abril de 1972 el municipio desaparece al integrarse en Gómara, contaba entonces con 26 hogares y 107 habitantes.

## Geografía humana

### Demografía
| Gráfica de evolución demográfica de Abión entre 1842 y 1970 |
| |
| Población de derecho según los censos de población del INE Población de hecho según los censos de población del INEEntre el censo de 1981 y el anterior, este municipio desaparece porque se integra en el municipio 42096 (Gómara) |

Abión contaba a 1 de enero de 2020 con una población de 23 habitantes, 16 hombres y 7 mujeres.
| Gráfica de evolución demográfica de Abión entre 2000 y 2020                                      |
|                                                                                                  |
| Población de derecho (2000-2017) según los censos de población del INE a 1 de enero de cada año. |

### Comunicaciones
Situado 2 29 km de Soria, en la carretera provincial   SO-P-3124  a la que accedemos desde las autonómica   SO-340  de Gómara a Monteagudo, al este y la también autonómica   CL-1010  de Almazán a Gómara.

## Patrimonio
- Yacimiento arqueológico, hay catalogado en el término de "Abión" o "Habi-on" (Nido-bueno en vasco) un yacimiento celtibérico de la segunda Edad del Hierro, en el paraje de "Aldapa" (Cuesta) de Lanzón o "lantzona" (lo bueno de la Lanza (Lantza) o lo bueno del trabajo (Lan) en el que aparecieron muchos restos de cerámica. Fue estudiado por "Burube" (Bajo de cabeza) o Borobio.

- Iglesia parroquial católica de Nuestra Señora de la Asunción, gótica del siglo XVI construida sobre otra anterior de fábrica románica, de la que subsiste la parte inferior de los muros de la nave, la portada y una estela funeraria en el muro del evangelio. La portada está algo avanzada sobre el muro, y su arco de medio punto tiene tres arquivoltas, la interior se apoya en pilastras decoradas con bocel y las otras dos sobre columnas acodilladas que tienen capiteles de temas vegetales. Parte de la portada se ve afeada por un contrafuerte de factura posterior. La pila bautismal también es románica.

## Fiesta
- San Bartolomé, las fiestas patronales, el 24 y 25 de agosto.